# Komornik (film)
Komornik – polski dramat filmowy z 2005 w reżyserii Feliksa Falka z Andrzejem Chyrą w roli głównej.
Zdjęcia do filmu rozpoczęto w listopadzie 2004, a zakończono 5 stycznia 2005. Zdjęcia powstały w Wałbrzychu, Świdnicy i Warszawie. Film był kręcony z tzw. ręki.

## Fabuła
Akcja filmu toczy się w Wałbrzychu i okolicach. Film przedstawia dwie doby z życia głównego bohatera, tytułowego komornika sądowego – Lucjana Bohme. Bezkompromisowo wykonuje on swoją pracę, posuwając się do zajęcia aparatury medycznej w miejscowym szpitalu czy wykopania z grobu zmarłej staruszki, by udowodnić, że jej wnuk nieuczciwie zaciągnął w banku kredyt. Pojawiając się u dłużników wraz z aplikantem Jaśkiem, budzi złość i przerażenie, nierzadko agresję. Nie przepadają za nim także koledzy ze środowiska prawniczego.
Pewnego dnia spotyka dawną miłość, Gosię. Niedługo później trafia do mieszkania, gdzie próbuje zająć jedyną wartościową rzecz – akordeon, na którym ciężko chore dziecko uczy się grać. W czasie szarpaniny pojawia się Gosia – matka chorej dziewczynki, która z przerażeniem odkrywa prawdziwą naturę przyjaciela z dawnych lat. Okazuje się także, że wnuk odkopanej przez Lucjana staruszki, dobrze zapowiadający się piłkarz, który za przekręt ma trafić do więzienia – popełnia samobójstwo. W końcu także koledzy z pracy mają dość bezlitosnego komornika – próbują go skorumpować, podsuwając mu pieniądze przez dłużnika, biznesmena Wiśniaka. Bohme przyjmuje łapówkę, zamierzając ją zdeponować i ujawnić próbę przekupstwa, ale w przypływie dobroci w ciągu jednej nocy rozdaje ogromną sumę innym dłużnikom. Nazajutrz zostaje zatrzymany – próbuje się bronić, ale wszyscy, którym pomógł, udają, że nic nie otrzymali od komornika. Jedynie Gosia próbuje bronić Bohme, ale zostaje odprawiona przez prokuratora. Lucjan zostaje w końcu oczyszczony z zarzutów, jednocześnie staje się jednak zależny od reszty prawników.
Finałową sceną filmu jest pogrzeb starego prawnika Chełsta, podczas którego prezes sądu wygłasza wzniosłą mowę o zawodowej uczciwości środowiska prawniczego – Lucjan przerywa mu, po czym opuszcza uroczystość.

## Obsada
- Andrzej Chyra – Lucjan Bohme
- Małgorzata Kożuchowska – Anna Zenke, kochanka Lucjana
- Kinga Preis – pielęgniarka Gosia
- Grzegorz Wojdon – Jasiek, asystent Lucjana
- Jan Frycz – Chudy, prezes sądu
- Marian Dziędziel – Horst
- Sławomir Orzechowski – Wiśniak, producent okien
- Marian Opania – Chełst
- Mieczysław Grąbka – prokurator
- Dariusz Kowalski – Zenke, mąż Anny
- Krzysztof Dracz – Romański
- Małgorzata Ząbkowska(inne języki) – Horstowa
- Juliusz Krzysztof Warunek – Bednarek
- Paweł Iwanicki – Abramow
- Cezary Łukaszewicz – piłkarz Marczak
- Katarzyna Żak – Kasia
- Dariusz Maj – znajomy
- Maciej Sosnowski – gospodarz domu
- Włodzimierz Dyła – robotnik
- Halina Bednarz – żona Chudego
- Ewa Biała – żona Romańskiego
- Krystyna Rutkowska-Ulewicz – sprzątaczka
- Urszula Bogucka(inne języki) – Alinka
- Ewa Kania – sekretarka w prokuraturze
- Karol Stępkowski – prowadzący aukcję
- Lech Gwit – Kołodziejski

## Nagrody
Na 30. Festiwalu Polskich Filmów Fabularnych w 2005 roku, Komornik zdobył Złote Lwy dla najlepszego filmu. Nagrody przyznano także za:
- scenariusz (dla Grzegorza Łoszewskiego)
- pierwszoplanową rolę męską (dla Andrzeja Chyry)
- drugoplanową rolę kobiecą (dla Kingi Preis)
- zdjęcia (dla Bartka Prokopowicza)

W 2006 roku film okazał się bezapelacyjnym zwycięzcą Polskie Nagrody Filmowe – zdobył siedem Orłów za:
- najlepszy film
- najlepszą reżyserię (dla Feliksa Falka)
- najlepszą główną rolę męską (dla Andrzeja Chyry)
- najlepszą główną rolę kobiecą (dla Kingi Preis)
- najlepszy scenariusz (dla Grzegorza Łoszewskiego)
- najlepsza scenografia (dla Anny Wunderlich)

a także nagrodę publiczności.
Film zdobył również nagrodę jury ekumenicznego na Międzynarodowym Festiwalu Filmowym w Berlinie.